# Симон Бенмуса
Симон Бенмуса (на френски: Simone Benmussa (10 юли 1931 г., Тунис – 5 юни 2001 г., Париж) е деятелка на френския театър (режисьор, драматург, сценограф) и писателка.

## Биография
Бенмуса е родена в гр. Тунис на 10 юли 1931 г. Следва в Института за политически изследваниая и философия в Сорбоната в Париж.
Участвала е в много фестивали и конференции, включително в Театралния фестивал в Латинска Америка (Куба, 1966 г.), където е член на журито; Симпозиума на Венеция (Фестивала от септември 1967); Фестивала в Университета в Парма (март 1968); Конференцията на Страсбург (Университет на Страсбург, 1972); Симпозиума Флоренция (Университета на Флоренция, 1973); Италианският театрален фестивал през 1974 г.; Конференция в Будапеща за Френския институт (мисията на Министерството на външните работи); Колоквиум в университета в Мадисън (Уисконсин, САЩ) Театри в авангард (мисията на Министерството на външните работи); Симпозиума на Салерно (Италия).
Симон Бенмуса споделя живота си в продължение на много години с приятелката си Ерика Кралик.
Умира от рак на 69-годишна възраст в Париж. Погребана е в Париж в гробището Монпарнас.

## Кариера

### Театър
- 1976: Портрет на Дора от Елен Сиксу
- 1977: Плажа от Севро Сардуи
- 1977 – 1978: Животът сам на Албърт Нобс от Джордж Мур
- 1979 Изяви от Хенри Джеймс
- 1981: Смъртта на Иван Илич от Толстой
- 1981 Вирджиния от Една О'Брайън
- 1982: Камера обскура от Гъртруд Стайн
- 1982 – 1983: Чиста вода от Вирджиния Улф
- 1984 Детство от Натали Сарот
- 1984 – 1985: Човешки глас от Жан Кокто
- 1985: Назад във Флоренция от Хенри Джеймс
- 1986 За да или не Натали Сарот
- 1988: Валон от Агата Кристи
- 1989 Мишле или дара на сълзите от Елизабет де Фонтание
- 1990: Абсолютно единство Гофрено Парис
- 1995: Пътуващите от текстовете на Ницше и Лу Андреас-Саломе
- 1996 Сцени лудост текстове на Лотреамон, Мопасан, Стриндберг, Ницше, Клайст, Шекспир в Барселона
- 1996: Художник и неговите модели от Хенри Джеймс
- 1999: Свещен огън от Бруно Вилен
- 2000 Полковия от Люк Басонг

### Кино
- 1978: Поглед на Натали Сарот